# サーモスタットな夏
『サーモスタットな夏』（サーモスタットななつ）は、日本の歌手である沢田研二の34作目となるオリジナルアルバム。
1997年6月25日に東芝EMI/イーストワールドよりリリース、2003年にJULIE LABELより再発された。

## 解説
本作は初めて、全ての編曲を白井良明が担当した作品である。アルバム全編に亘りエッジの効いたギターサウンドが響いており、かなりロック色の強いサウンドになっている。
沢田の自作詞である「PEARL HARBOR LOVE STORY」は8分近い大作で、真珠湾を舞台とした日本人少年とハワイアン少女の悲恋を描いた物語性の強い作品である。
ちなみに、インナーフォトに見られる巨大なハイヒールのオブジェは、同年3月に上演された沢田の一人芝居『ACT#09 ELVIS PRESLEY』のイメージ写真に使われたもので、デザインは早川タケジ。
本作の発売日からスタートした「コンサートツアー サーモスタットな夏」のファイナルは1997年10月18日に日比谷野外音楽堂で行われた。このライブを最後に、2024年現在に至るまで日比谷野外音楽堂でライブは行われていない。

## 収録曲
- 全編曲：白井良明

1. サーモスタットな夏 (4:01)[1]
  - 作詞:沢田研二／作曲:朝本浩文
2. オリーヴ・オイル(5:40)[1]
  - 作詞:覚和歌子／作曲:吉田光
3. 言葉にできない僕の気持ち (3:57)[1]
  - 作詞:覚和歌子／作曲:藤井尚之

「恋なんて呼ばない」のカップリング曲。
4. 僕がせめぎあう (3:59)[1]
  - 作詞:覚和歌子／作曲:吉田光

「オリーヴ・オイル」のカップリング曲。
5. PEARL HARBOR LOVE STORY (7:51)[1]
  - 作詞:沢田研二／作曲:朝本浩文
6. 愛は痛い (5:26)[1]
  - 作詞:沢田研二／作曲:樋口了一
7. ミネラル・ランチ (5:18)[1]
  - 作詞:朝水彼方／作曲:藤井尚之

「サーモスタットな夏」のカップリング曲。
8. ダメ (4:48)[1]
  - 作詞:朝水彼方／作曲:芹澤廣明
9. 恋なんて呼ばない (5:41)[1]
  - 作詞:覚和歌子／作曲:八島順一
10. マンジャーレ! カンターレ! アモーレ! (6:02)[1]
  - 作詞:覚和歌子／作曲:八島順一